# Abol-Faraj Runi
 (août 2025).
Motif : Insuffisamment de sources secondaires démontrant le notoriété requise pour un article Cf WP:CAA et WP:NPER
- Archive Wikiwix
- Bing
- Cairn
- DuckDuckGo
- E. Universalis
- Gallica
- Google
- G. Books
- G. News
- G. Scholar
- Persée
- Qwant
- (zh) Baidu
- (ru) Yandex
- (wd) trouver des œuvres sur Wikidata

| 1. | Préciser le motif de la pose du bandeau. | Précisez le motif de la pose du bandeau en utilisant la syntaxe suivante : {{admissibilité à vérifier\|date=août 2025\|motif=remplacez ce texte par le motif}}                       |
| 2. | Informer les utilisateurs concernés.     | Pensez à avertir le créateur de l'article, par exemple, en insérant le code ci-dessous sur sa page de discussion : {{subst:avertissement admissibilité à vérifier\|Abol-Faraj Runi}} |

 (octobre 2014).
Si vous disposez d'ouvrages ou d'articles de référence ou si vous connaissez des sites web de qualité traitant du thème abordé ici, merci de compléter l'article en donnant les références utiles à sa vérifiabilité et en les liant à la section « Notes et références ».
Abol-Faraj Runi est né à Runé, l'un des hameaux de Neyshābour [réf. nécessaire], et mort en 1130. Abol-Faraj Runi est considéré comme un maître avéré de la poésie persane. Il a acquis sa célébrité poétique dès son arrivée à la cour de Sultan Mas'ud Ghaznavi Ier (1029 - 1040), où il a louangé dans ses Mathnavi, ce Sultan ainsi que son fils, Sultan Mas'oud Ebrāhim (1098 - 1115).